# Laurane Sinnesael
Laurane Sinnesael (15 mei 1998) is een Belgisch kajakster.

## Levensloop
In 2023 werd ze te Skopje Europees kampioene rivierafdaling op de klassieke afstand.
Sinnesael is afkomstig uit Anseremme en aangesloten bij Royal Cercle Nautique Meuse et Lesse. Ze heeft een relatie met Léo Montulet.